# 25864 Banič
(25864) Banič, denumire internațională (25864) Banic, este un asteroid din centura principală de asteroizi.

## Descriere
25864 Banič este un asteroid din centura principală de asteroizi. A fost descoperit pe 8 aprilie 2000 la Observatorul din Ondřejov de Peter Kušnirák. Asteroidul prezintă o orbită caracterizată de o semiaxă mare de 3,09 ua, o excentricitate de 0,08 și o înclinație de 3,0° în raport cu ecliptica.